# Burnie
Burnie è una città della Tasmania, in Australia; essa si trova 320 chilometri a nord-ovest di Hobart ed è la sede della Città di Burnie. Al censimento del 2006 contava 19.160 abitanti.
Chiamata originariamente (nel 1827) Emu Bay, venne poi ribattezzata in onore di William Burnie, direttore della compagnia Van Diemen's Land.